# فلسفة تناول الطعام
فلسفة تناول الطعام مفهوم إنتاج الغذاء والفلسفة الغذائية التي تتوافق مع مصدر الصحة ونتيجة لها معًا.
يعتمد جوهر هذه العملية على وجهات النظر لإرفاق حالة ذهنية بالعقل بالتكامل مع كل من المصادر الغذائية الزراعية المناسبة مع توازن الوئام كجزء رئيسي لأن المصادر لها نضارة ونقاء. تؤكد وجهات النظر الحديثة على وجود المغذيات الدقيقة الأساسية التي غالبًا ما تُفقد أثناء معالجة الأغذية.
تسلط المناقشات المعاصرة الضوء على مخاوف إضافية، خاصة في سياق التسويق واستخدام الإشارات الدقيقة مثل اللون أو المحفزات الحسية، والتي يمكن أن تخفي مكونات دون المستوى أو حتى خطرة. أصبحت مسألة الأصباغ الاصطناعية والمواد الكيميائية العضوية غير المرتبطة بالغذاء موضوعا بارزا في المنشورات الحالية وحركات التغذية.